# Кулон, Эжен
Эжен Кулон (фр. Eugène Coulon) — французский ватерполист, бронзовый призёр летних Олимпийских игр 1900.
На Играх Кулон входил в состав второй французской команды. Сначала она обыграла немецкую команду в четвертьфинале, но потом, в полуфинале, её обыграла британская сборная. Матч за третье место не проходил, и поэтому Кулон сразу получил бронзовую медаль.